# Tsuyoshi Hakkaku
Tsuyoshi Hakkaku (født 20. april 1985) er en japansk fodboldspiller.
Han har spillet for flere forskellige klubber i sin karriere, herunder Yokohama FC og Giravanz Kitakyushu.